# Rip Van Winkle (operett)
Rip Van Winkle är en operett i tre akter med musik av Robert Planquette. Det engelska librettot av Henry Brougham Farnie bygger på novellen "The Legend of Sleepy Hollow" (1820) and "Rip Van Winkle" (1819) av Washington Irving efter pjäsen av Dion Boucicault och Joseph Jefferson.

## Historia
Farnie kontaktade själv Planquette med önskan att denne skulle skriva musiken till hans engelska libretto. Berättelsen om Rip Van Winkle byggde på Washington Irvings novell, men mer på pjäsen av Boucicault och Jefferson. Pjäsen hade varit en stor framgång med Jefferson själv som Rip Van Winkle. Enligt författaren Traubner mötte Farnie sångaren Fred Leslie (som inte var bekant med Farnie) på en semesterort. Farnie smickrade honom och lyckades få Leslie intresserad av Irvings berättelse om mannen som sov i tjugo år (Leslie hade uppenbarligen inte sett pjäsen). Leslie skrev omedelbart under kontraktet på 25 dollar i veckan. Operetten repeterades under åtta veckor med Boucicault själv när den sedvanliga repetitionstiden på den tiden mer var en vecka.
Operetten hade premiär den 14 oktober 1882 på Royal Comedy Theatre i London och Leslie gjorde stor succé som Rip. Leslie blev mycket omskriven och konkurrerade ut Jeffersons popularitet, åtminstone i England. Leslie tyckte dock att de 25 dollarna i veckan var för lite och begärde mer, vilket teaterledningen vägrade godkänna. Uppsättningen fick göra en paus medan Farnie tvingades kompromissa fram ett nytt kontrakt med Leslie. 

## Fransk version
Två år efter premiären i London hade en fransk version premiär på Folies-Dramatiques i Paris den 11 november. Den fick titeln Rip, var skriven av Henri Meilhac och Philippe Gille, och spelades 120 gånger. Meilhac och Gille lade till karaktären "Ichabod Crane".